# Fuchsia exoniensis
Fuchsia exoniensis là một loài thực vật có hoa trong họ Anh thảo chiều. Loài này được Paxton mô tả khoa học đầu tiên.